# 2010年美國職棒大聯盟選秀
2010年美國職棒大聯盟選秀為大聯盟第46屆選秀，在美國時間6月7日至9日舉行。華盛頓國民隊的布萊斯·哈波為該年首輪選秀狀元。

## 第一輪選秀[1]
|   | 入選美國職棒大聯盟全明星賽的球員 |
| * | 並未簽約的球員                   |

| 選秀順位 | 球員              | 球隊             | 位置   | 畢業學校                   |
| -------- | ----------------- | ---------------- | ------ | -------------------------- |
| 1        | 布萊斯·哈波       | 華盛頓國民       | 外野手 | 南內華達學院               |
| 2        | 詹姆森·泰昂       | 匹茲堡海盜       | 右投   | The Woodlands高中          |
| 3        | 曼尼·馬查多       | 巴爾的摩金鶯     | 游擊手 | Brito高中                  |
| 4        | 克里斯蒂安·柯隆   | 堪薩斯市皇家     | 游擊手 | 加州州立大學富勒頓分校     |
| 5        | 德魯·帕默倫茲     | 克里夫蘭印地安人 | 左投   | 密西西比大學               |
| 6        | 巴瑞特·路克斯*    | 亞利桑那響尾蛇   | 右投   | 德克薩斯州A&M大學          |
| 7        | 麥特·哈維         | 紐約大都會       | 右投   | 北卡羅來納大學教堂山分校   |
| 8        | 小德萊諾·德希爾茲 | 休士頓太空人     | 二壘手 | 佐治亞軍事學院             |
| 9        | 卡斯頓·惠特森*    | 聖地牙哥教士     | 右投   | Chipley高中                |
| 10       | 麥可·喬伊斯       | 奧克蘭運動家     | 外野手 | 德克薩斯大學阿靈頓分校     |
| 11       | 德克·麥奎爾       | 多倫多藍鳥       | 右投   | 喬治亞理工學院             |
| 12       | 亞斯曼尼·葛蘭多   | 辛辛那提紅人     | 捕手   | 邁阿密大學                 |
| 13       | 克里斯·塞爾       | 芝加哥白襪       | 左投   | 佛羅里達海灣海岸大學       |
| 14       | 迪倫·科維*        | 密爾瓦基釀酒人   | 右投   | Maranatha高中              |
| 15       | 傑克·史柯爾       | 德州遊騎兵       | 外野手 | Blessed Trinity 天主教高中 |
| 16       | 海頓·辛普森       | 芝加哥小熊       | 右投   | 南阿肯色大學               |
| 17       | 賈許·塞爾         | 坦帕灣光芒       | 外野手 | Bishop Blanchet高中        |
| 18       | 卡萊布·柯華特     | 洛杉磯天使       | 三壘手 | Cook高中                   |
| 19       | 麥克·佛提奈維奇   | 休士頓太空人     | 右投   | Minooka高中                |
| 20       | 柯爾賓·維特克     | 波士頓紅襪       | 二壘手 | 波爾州立大學               |
| 21       | 艾利克斯·威莫斯   | 明尼蘇達雙城     | 右投   | 俄亥俄州立大學             |
| 22       | 凱林·德格蘭       | 德州遊騎兵       | 捕手   | R. E. Mountain高中         |
| 23       | 克里斯蒂安·葉力奇 | 佛羅里達馬林魚   | 外野手 | Westlake高中               |
| 24       | 蓋瑞·布朗         | 舊金山巨人       | 外野手 | 加州州立大學富勒頓分校     |
| 25       | 薩克·考克斯       | 聖路易紅雀       | 三壘手 | 阿肯色大學                 |
| 26       | 凱爾·帕克         | 科羅拉多落磯     | 外野手 | 克萊門森大學               |
| 27       | 傑西·比多         | 費城費城人       | 左投   | Germantown高中             |
| 28       | 薩克·李           | 洛杉磯道奇       | 右投   | McKinney高中               |
| 29       | 坎姆·貝卓西安     | 洛杉磯天使       | 右投   | 東Coweta高中               |
| 30       | 切維·克拉克       | 洛杉磯天使       | 外野手 | Marietta高中               |
| 31       | 布萊特·傑克森     | 坦帕灣光芒       | 捕手   | Cowan高中                  |
| 32       | 席托·庫佛         | 紐約洋基         | 游擊手 | Irondequoit高中            |

## 第一輪補充選秀[2]
| 選秀順位 | 球員              | 球隊         | 位置   | 畢業學校                  |
| -------- | ----------------- | ------------ | ------ | ------------------------- |
| 33       | 麥克·克法斯尼卡   | 休士頓太空人 | 捕手   | 明尼蘇達大學              |
| 34       | 亞倫·桑契斯       | 多倫多藍鳥   | 右投   | Barstow高中               |
| 35       | 馬修·利普卡       | 亞特蘭大勇士 | 游擊手 | McKinney高中              |
| 36       | 布萊斯·布倫茲     | 波士頓紅襪   | 外野手 | 中田納西州立大學          |
| 37       | 泰勒·林賽         | 洛杉磯天使   | 游擊手 | Desert Mountain高中       |
| 38       | 諾亞·辛德賈德     | 多倫多藍鳥   | 右投   | Legacy高中                |
| 39       | 安東尼·拉諾杜     | 波士頓紅襪   | 右投   | 路易斯安那州立大學        |
| 40       | 萊恩·波爾登       | 洛杉磯天使   | 外野手 | Madison Central高中       |
| 41       | 亞瑟·沃瑟喬斯基   | 多倫多藍鳥   | 右投   | 要塞軍校                  |
| 42       | 德魯·維托森       | 多倫多藍鳥   | 外野手 | Central Kitsap高中        |
| 43       | 泰灣·沃克         | 西雅圖水手   | 右投   | Yucaipa高中               |
| 44       | 尼克·卡斯提亞諾斯 | 底特律老虎   | 三壘手 | Archbishop McCarthy高中   |
| 45       | 路克·傑克森       | 德州遊騎兵   | 右投   | Calvary Christian Academy |
| 46       | 塞斯·布萊爾       | 聖路易紅雀   | 右投   | 亞利桑那州立大學          |
| 47       | 彼得·塔戈         | 科羅拉多落磯 | 右投   | Dana Hills高中            |
| 48       | 錢斯·魯芬         | 底特律老虎   | 右投   | 德克薩斯州大學奧斯汀分校  |
| 49       | 麥克·歐特         | 德州遊騎兵   | 三壘手 | 康乃狄克大學              |
| 50       | 泰瑞爾·詹金斯     | 聖路易紅雀   | 右投   | Henderson高中             |

## 補償選秀
1. ↑  因德州遊騎兵在2009年選秀沒有簽下麥特·普克而得到補償選秀
2. ↑  因西雅圖水手簽下天使自由球員西恩·菲金斯而得到補償選秀
3. ↑  因底特律老虎簽下太空人自由球員荷西·瓦爾韋德而得到補償選秀
4. ↑  因亞特蘭大勇士簽下紅襪自由球員比利·華格納而得到補償選秀
5. ↑  因波士頓紅襪簽下天使自由球員約翰·雷基而得到補償選秀
6. ↑  因光芒去年未能簽下拉蒙·華盛頓而得到補償選秀
7. ↑  因荷西·瓦爾韋德離開太空人隊而得到額外選秀
8. ↑  因馬可·斯庫塔羅離開藍鳥隊而得到額外選秀
9. ↑  因麥克·岡薩雷斯離開勇士隊而得到額外選秀
10. ↑  因傑森·貝離開紅襪隊而得到額外選秀
11. ↑  因約翰·雷基離開天使隊而得到額外選秀
12. ↑  因藍鳥隊去年沒有簽下詹姆斯·帕克斯頓而得到額外選秀
13. ↑  因比利·華格納離開紅襪隊而得到額外選秀
14. ↑  因西恩·菲金斯離開天使隊而得到額外選秀
15. ↑  因羅德·巴拉哈斯離開藍鳥隊而得到額外選秀
16. ↑  因格雷格·佐恩離開藍鳥隊而得到額外選秀
17. ↑  因艾德里安·貝爾垂離開水手隊而得到額外選秀
18. ↑  因布蘭登·萊昂離開老虎隊而得到額外選秀
19. ↑  因馬龍·貝德離開遊騎兵隊而得到額外選秀
20. ↑  因馬克·德羅薩離開紅雀隊而得到額外選秀
21. ↑  因傑森·馬奎斯離開落磯隊而得到額外選秀
22. ↑  因費南多·羅尼離開老虎隊而得到額外選秀
23. ↑  因伊凡·羅德里奎茲離開遊騎兵隊而得到額外選秀
24. ↑  因喬爾·皮涅羅離開紅雀隊而得到額外選秀

## 其他著名球員
- 山米·索利斯, 第2輪, 51順位被華盛頓國民選走
- 布萊特·艾伯納, 第2輪, 54順位被堪薩斯市皇家選走
- 布蘭登·沃克曼, 第2輪, 57順位被波士頓紅襪選走
- 文斯·維拉斯奎茲, 第2輪, 58順位被休士頓太空人選走
- 傑德·吉爾柯, 第2輪, 59順位被聖地牙哥教士選走
- 傑克·派崔卡, 第2輪, 63順位被芝加哥白襪選走
- 吉米·尼爾森, 第2輪, 64順位被密爾瓦基釀酒人選走
- 德魯·史邁利, 第2輪, 68順位被底特律老虎選走
- 安德瑞爾頓·西蒙斯, 第2輪, 70順位被亞特蘭大勇士選走
- 查德·貝提斯, 第2輪, 76順位被科羅拉多落磯選走
- 德瑞克·迪崔奇, 第2輪, 79順位被坦帕灣光芒選走
- 賈斯汀·尼科利諾, 第2輪, 80順位被多倫多藍鳥選走
- 艾迪森·瑞德, 第3輪, 95順位被芝加哥白襪選走
- 泰勒·多恩伯格, 第3輪, 96順位被密爾瓦基釀酒人選走
- J·T·瑞爾穆托, 第3輪, 104順位被佛羅里達馬林魚選走
- 山姆·提瓦拉拉, 第3輪, 106順位被聖路易紅雀選走
- A·J·柯爾, 第4輪, 116順位被華盛頓國民選走
- 山姆·戴森, 第4輪, 126順位被多倫多藍鳥選走
- 詹姆斯·帕克斯頓, 第4輪, 132順位被西雅圖水手選走
- 艾迪·羅薩里奧, 第4輪, 135順位被明尼蘇達雙城選走
- 梅森·威廉斯, 第4輪, 145順位被紐約洋基選走
- 麥特·斯克瑟, 第5輪, 160順位被芝加哥小熊選走
- 賈斯汀·葛林姆, 第5輪, 166順位被德州遊騎兵選走
- 希斯·漢布里, 第5輪, 168順位被舊金山巨人選走
- 湯米·坎利, 第5輪, 175順位被紐約洋基選走
- 傑西·漢恩, 第6輪, 191順位被坦帕灣光芒選走
- 布萊恩·哈勒戴, 第6輪, 193順位被底特律老虎選走
- 凱文·高斯曼, 第6輪, 202順位被洛杉磯道奇選走,但未簽約
- 麥可·洛倫岑, 第7輪, 221順位被坦帕灣光芒選走,但未簽約
- 馬克·坎納, 第7輪, 227順位被佛羅里達馬林魚選走
- 葛雷格·賈西亞, 第7輪, 229順位被聖路易紅雀選走
- 麥特·葛雷斯, 第8輪, 236順位被華盛頓國民選走
- 賈巴里·布拉什, 第8輪, 252順位被西雅圖水手選走
- 柯瑞·迪克森, 第8輪, 260順位被科羅拉多落磯選走
- 柯爾·卡胡恩, 第8輪, 264順位被洛杉磯天使選走
- 維特·梅利菲爾德, 第9輪, 269順位被堪薩斯市皇家選走
- 賈寇伯·迪格隆, 第9輪, 272順位被紐約大都會選走
- 奧斯汀·布萊斯, 第9輪, 287順位被佛羅里達馬林魚選走
- 泰勒·萊昂斯, 第9輪, 289順位被聖路易紅雀選走
- 亞齊爾·莫里斯, 第10輪, 302順位被紐約大都會選走
- 切森·史瑞夫, 第11輪, 344順位被亞特蘭大勇士選走
- 亞當·杜瓦爾, 第11輪, 348順位被舊金山巨人選走
- 賈克·彼得森, 第11輪, 352順位被洛杉磯道奇選走
- 羅比·瑞伊, 第12輪, 356順位被華盛頓國民選走
- A·J·格里芬, 第13輪, 395順位被奧克蘭運動家選走
- 布蘭登·卓利, 第13輪, 404順位被亞特蘭大勇士選走
- 蔡斯·懷特利, 第15輪, 475順位被紐約洋基選走
- 柯迪·艾倫, 第16輪, 480順位被克里夫蘭印地安人選走
- 達爾頓·龐培, 第16輪, 486順位被多倫多藍鳥選走
- 柯迪·安德森, 第17輪, 521順位被坦帕灣光芒選走
- 克里斯·布萊恩, 第18輪, 546順位被多倫多藍鳥選走,但未簽約
- 亞當·伊頓, 第19輪, 571順位被亞利桑那響尾蛇選走
- 波奇·史密斯, 第20輪, 600順位被克里夫蘭印地安人選走,但未簽約
- 亞當·李伯瑞托, 第21輪, 641順位被坦帕灣光芒選走
- 伊凡·蓋提斯, 第23輪, 704順位被亞特蘭大勇士選走
- 布萊克·崔南, 第23輪, 707順位被佛羅里達馬林魚選走,但未簽約
- 艾瑞克·古德爾, 第24輪, 722順位被紐約大都會選走
- 克里斯蒂安·柏格曼, 第24輪, 740順位被科羅拉多落磯選走
- A·J·舒格, 第25輪, 774順位被洛杉磯天使選走
- 史考特·薛布勒, 第26輪, 790順位被洛杉磯道奇選走
- 艾利克斯·克勞迪歐, 第27輪, 826順位被德州遊騎兵選走
- 馬可·岡薩雷斯, 第29輪, 890順位被科羅拉多落磯選走,但未簽約
- 賈許·艾德金, 第30輪, 902順位被紐約大都會選走
- 亞倫·賈吉, 第31輪, 935順位被奧克蘭運動家選走,但未簽約
- 凱文·基爾邁爾, 第31輪, 941順位被坦帕灣光芒選走
- 泰勒·威爾森, 第35輪, 1057順位被辛辛那提紅人選走

### NFL球員選秀
- 羅素·威爾遜, 第4輪, 140順位被科羅拉多落磯選走
- 布雷克·貝爾, 第43輪, 1,303順位被底特律老虎選走,但未簽約
- 高登·塔特, 第50輪, 1,518順位被舊金山巨人選走,但未簽約

## 外部連結
- MLB Important Dates for 2010（页面存档备份，存于）
- 2010 MLB Draft Tracker（页面存档备份，存于）
- Baseball America's First Round Recap[永久]

| 前任： 史蒂芬·史崔斯伯格 | 選秀狀元 布萊斯·哈波 | 繼任： 格里特·柯爾 |